# Забирая жизни
«Забирая жизни» (англ. Taking Lives) — психологический триллер 2004 года режиссёра Ди Джея Карузо с Анджелиной Джоли и Итаном Хоуком в главных ролях. Фильм повествует о необычном серийном убийце, который убивал для того, чтобы потом проживать жизни своих жертв.
Фильм получил негативные отзывы кинокритиков.

## Сюжет
Сент-Джовит, Канада, 1983 год. В автобусе знакомятся два парня. После поломки транспорта, они арендуют машину и отправляются в путешествие, которое омрачает лопнувшее колесо. Пока один из них занимается ремонтом, другой по непонятным причинам неожиданно толкает его под проезжающую машину. Убедившись, что его никто не видит, он разбивает парню лицо, присваивает себе его вещи и продолжает своё путешествие в одиночку.
Монреаль, Канада, 20 лет спустя. На строительной площадке находят труп неизвестного молодого человека. У полиции ни одной зацепки, и поэтому расследование поручают специальному агенту ФБР Иллиане Скотт (Анджелина Джоли). Девушке удаётся обнаружить связь убийства на строительной площадке с другими нераскрытыми убийствами за несколько лет. Необычный серийный убийца, которого они ищут, отличается тем, что убивает своих жертв для того, чтобы потом проживать их жизни. Он не только живёт в их квартирах и пользуется деньгами, но также платит налоги. Вновь найденный труп неизвестного мужчины приводит расследование к некоему Джеймсу Косте (Итан Хоук), который становится свидетелем преступления. С помощью него удаётся получить описание убийцы. Поговорив со свидетелем и узнав некоторые особенности его жизни, Иллиане удаётся понять, что Коста — следующая жертва неизвестного убийцы. Они решают использовать его как наживку, чтобы поймать маньяка.
Тем временем в полицию приходит информация о звонках с телефонов убитых мужчин. Это позволяет выйти на некую Ребекку Эшер (Джина Роулендс), которая незадолго до этого заявляла о том, что видела своего погибшего сына на пароме, где работала одна из жертв маньяка. Поговорив с женщиной, Иллиана узнаёт о её сыне — Мартине Эшере, который ещё подростком погиб при невыясненных обстоятельствах и которого мать видела на пароме живым и невредимым. Также спецагент выяснила, что у Мартина был брат-близнец, которого мать явно любила больше. Ещё в детстве он, спасая Мартина, погиб. После этого Мартин замкнулся в себе, сбежал из дома и в скором времени, как считалось, погиб.
Так как становится ясно, что преступник выбрал следующей жертвой Джеймса Косту, полицией решено охранять его. В скором времени появляется и сам преступник, которого не удаётся поймать, поэтому Джеймса, как ценного свидетеля и будущую жертву, решают отправить в Торонто. Но во время сборов убийце удаётся похитить его, при этом убив полицейского. Во время погони удаётся убить и самого убийцу. Дело закрыто.
Джеймс Коста, на протяжении всего расследования оказывавший знаки внимания Иллиане, которой он также симпатичен, приходит в отель после всего произошедшего, чтобы увидеть её. Они проводят ночь вместе. На утро Иллиана и Джеймс отправляются вместе на опознание преступника. Должна приехать Ребекка Эшер и опознать труп. Во время опознания женщина, осмотрев тело и ничего не сказав, уходит. Иллиана следует за ней, но та успевает уже сесть в лифт. Иллиана спускается по лестнице, чтобы поговорить с ней. Подойдя к лифту, Иллиана видит в нём замученное тело несчастной женщины и склонённого над ней с руками в крови Джеймса Коста. Она понимает, что сильно ошиблась, и на самом деле Джеймс Коста и есть Мартин Эшер, который искусно водил всех за нос всё это время. Он убил свою мать, которую считал виновной во всём, что с ним произошло. Двери закрываются, и Иллиана, которая находится в шоке, не успевает ничего сделать.
В итоге выясняется, что преступник, который следил за Костой/Эшером и похитил его, — это Кристофер Харт (Кифер Сазерленд), обычный вор, которому Эшер должен был денег. А на самом деле всё, что происходило до этого, выдумано Эшером, чтобы запутать следствие. Все в шоке и пытаются по горячим следам вычислить Эшера, но он уже далеко и нашёл новую жертву.
Больше всех потрясена Иллиана: как она могла не понять, кто на самом деле Коста, и не разглядеть убийцу? Потрясением для неё также становится звонок Эшера с неизвестного телефона — тот говорит ей, что они похожи, и что в ней тоже есть что-то ненормальное. По звонку удаётся определить его местонахождение, но тщетно. Маньяк опять исчезает. За совершённые ошибки Иллиану увольняют из ФБР.
7 месяцев спустя. Иллиана живёт у себя на родине в Пенсильвании и ждёт ребёнка. Она изредка выбирается в город, чтобы купить детские вещи или что-то для дома, который находится на отшибе. Дома она уже вовсю готовится к рождению детей-близнецов, так как кроваток в детской две. И вот однажды, вернувшись из города, она застаёт у себя дома Мартина, который всё это время следил за ней и знает, что она ждёт близнецов и что это его дети. Он предлагает ей начать всё сначала и стать семьёй. Иллиана отказывает ему, сказав также, что эти дети не его, а Джеймса Косты, которого она знала. Это выводит его из себя. Он избивает её. В приступе ярости Мартин хватает ножницы и вонзает их в живот Иллиане, говоря при этом, что не позволит родиться этим детям. В этот момент Иллиана в ответ вонзает ножницы ему в грудь, и перед умирающим маньяком снимает накладной живот, показывая ему тем самым, что вся история с её увольнением и беременностью — всего лишь ловушка, чтобы, наконец, поймать его. Мартин умирает. Иллиана звонит в ФБР, чтобы сообщить, что задание выполнено.

## В ролях
| Актёр           | Роль                    |
| --------------- | ----------------------- |
| Анджелина Джоли | Агент ФБР Иллиана Скотт |
| Итан Хоук       | Джеймс Коста            |
| Кифер Сазерленд | Кристофер Харт          |
| Джина Роулэндс  | миссис Ребекка Эшер     |
| Оливье Мартинес | Джозеф Пакетт           |
| Чеки Карио      | Юго Леклер              |
| Жан-Юг Англад   | Эмиль Дюваль            |
| Пол Дано        | молодой Мартин Эшер     |
| Джастин Чэтвин  | Мэтт Соулсбай           |
| Андре Лакосте   | кассир                  |